# Statistiques démographiques sur l'orientation sexuelle
Les études démographiques sur l'orientation sexuelle varient considérablement, et les estimations de la communauté LGBT+ sont l'objet de controverses et de débats.
L'obtention d'un nombre précis est difficile pour diverses raisons. L'une des principales raisons de la différence dans les résultats statistiques concernant l'homosexualité et la bisexualité est liée à la nature des questions de recherche. La plupart des études sur l'orientation sexuelle sont discutées. La plupart des études énumérées ci-dessous reposent sur des données auto-déclarées, ce qui pose des défis pour les chercheurs dont les recherches portent sur les sujets délicats.
Plus important encore, les études tendent à poser deux séries de questions :
1. Examiner l'auto-déclaration d’expériences sexuelles avec le même sexe ainsi que les attractions
2. Examiner l'auto-déclaration d'identification personnelle comme homosexuels ou bisexuels.

De moins en moins d'individus s'identifient comme homosexuels ou bisexuels, bien qu'ils aient déclaré avoir eu des expériences sexuelles ou une attirance pour une personne du même sexe. Plusieurs études sur l'orientation sexuelle dans les pays tendent à fournir un point de vue similaire. Des tableaux comparant plusieurs villes des États-Unis font partie de ces données. Cependant, puisque de nombreuses personnes n'arrivent pas à s'identifier à l'extérieur de la norme hétérosexuelle ou à définir leur sexualité dans leurs propres termes, il est difficile de saisir pleinement la taille de la population LGBT. Le type de sondage utilisé et le type de paramètres lors de l'étude peuvent également affecter la réponse que le sujet donne.

## L'incidence en rapport avec la prévalence
Une autre distinction importante peut être faite entre ce que les statisticiens médicaux appellent l'incidence et la prévalence. Par exemple, même si deux études s'accordent sur un critère commun pour la définition d'une orientation sexuelle, une étude peut considérer cela comme s'appliquant à toute personne qui a répondu ne serait-ce qu'une seule fois à ces critères au cours de sa vie, tandis qu'une autre peut ne regarder que ceux qui entrent sous ces critères sur l'année de l'enquête. Selon l'American Psychological Association, l'orientation sexuelle fait référence à un « comportement durable, affectif, amoureux et/ou comprenant les attractions sexuelles pour les hommes, les femmes ou les deux sexes », ainsi que « la perception de l'identité basée sur les attractions, les comportements, et l'appartenance à une communauté de personnes qui partagent ces attractions ». Par conséquent, une personne peut être célibataire et pourtant encore s'identifier comme bisexuel ou homosexuel, basé sur ses inclinations romantiques.

## La perception occidentale de l'homosexualité par rapport à celle du reste du monde
Le terme par lequel une population est qualifié de « gay » en Occident n'est pas un terme descriptif qui est reconnu par tous les hommes qui ont des rapports sexuels avec des hommes (HSH) dans le reste du monde. Alors que le terme "gay" est de plus en plus ouvert et discuté, le monde du HSH se compose d'une population diversifiée qui, souvent, peut réagir différemment selon la façon dont les communications dans les milieux cliniques sont encadrées. « Gay » est généralement utilisé pour décrire une orientation sexuelle, alors que « HSH » décrit un comportement.
Certains hommes qui ont des rapports sexuels avec d'autres hommes ne se qualifieront pas avec le terme « gay » ou homosexuel, et ne considèrent pas les relations sexuelles avec d'autres hommes comme une activité sexuelle, un terme qu'ils réservent pour les relations sexuelles avec les femmes. Cela est particulièrement vrai chez les personnes provenant de cultures non occidentales. Néanmoins, il est commun aux États-Unis. Des termes tels que le HSH ou « l'amour du même sexe » sont souvent utilisés à la place du mot gay. Les hommes en Afrique et en Amérique latine peuvent s'engager dans des relations sexuelles avec d'autres hommes tout en se considérant toujours référence comme « hétérosexuel », une situation connue sous le nom de « down-low ». Il en est de même pour des hommes qui se livrent à des activités homosexuelles dans l'armée, dans des écoles et universités réservées à un seul sexe, ou en prison; la plupart d'entre eux ne se considèrent pas gay, mais s'engagent pourtant sexuellement avec des membres de leur propre sexe afin de satisfaire leurs désirs, exercer leur pouvoir, gagner des faveurs, ou pour d'autres raisons.
Il y a un manque d'information sur les comportements sexuels dans la plupart des pays en développement. Les rares sources disponibles indiquent que, bien que l'auto-identification comme homosexuel se produise relativement rarement, la prévalence du comportement homosexuel est plus élevée. Ces hommes ne sont pas pris en considération dans certaines études de l'identité sexuelle ce qui peut conduire à une sous-déclaration et des inexactitudes.

## L'importance de disposer de données démographiques fiables
Des données fiables sur la taille de la communauté gay et lesbienne de la population seraient très utile pour éclairer les politiques publiques. Par exemple, les données démographiques permettrait de calculer les coûts et les avantages de partenariat domestique des prestations, ou sur l'impact de la légalisation de l'adoption homoparentale. En outre la connaissance de la taille de la « de la population gay et lesbienne est prometteuse pour aider les chercheurs en sciences sociales à comprendre un large éventail de questions importantes, questions sur la nature générale du travail des choix sur le marché, sur l'accumulation de capital humain, sur la spécialisation au sein des ménages, sur la discrimination, et sur les décisions concernant l'emplacement géographique. »

## Les rapports Kinsey
Deux des plus célèbres études démographiques de l'orientation sexuelle humaine sont le travail du Docteur Alfred Kinsey, Sexual Behavior in The Human Male (le Comportement Sexuel chez l'Homme (1948)) et Sexual Behavior in the Human Female (le Comportement Sexuel chez la Femme (1953)). Ces études ont utilisé un spectre de sept points pour définir le comportement sexuel, de 0 pour complètement hétérosexuel à 6 pour complètement homosexuel. Kinsey a conclu qu'un petit pourcentage de la population est ou a été bisexuel à un degré plus ou moins grand (tombant sur l'échelle de 1 à 5). Il a également indiqué que 37 % des hommes aux États-Unis avaient atteint l'orgasme par le contact avec un autre mâle après l'adolescence et 13 % des femmes qui avait atteint l'orgasme par le contact avec une autre femme.
Ses résultats ont toutefois été contestés, en particulier en 1954 par une équipe composée de John Tukey, Frederick Mosteller et William G. Cochran, qui soutient que l'essentiel du travail de Kinsey se fonde sur des échantillons arbitraires plutôt que sur des échantillons aléatoires, et donc aurait été vulnérable aux biais.
Paul Gebhard, ancien collègue de Kinsey et successeur en tant que directeur de l'Institut Kinsey, consacra des années à examiner les données de Kinsey et à trier ce qu'il a affirmé être ses prétendus contaminants. En 1979, Gebhard (avec Alan B. Johnson) a conclu qu'aucune des estimations initiales de Kinsey n'ont été significativement affectée par la partialité, et de trouver que 36,4 % des hommes s'étaient engagés à la fois dans des activités hétérosexuelles et homosexuelles, par opposition aux 37 % de Kinsey.

## Résultats modernes des enquêtes
Les critiques récentes de ces études ont suggéré que, en raison de leur dépendance à l'égard de l'auto-identification, ils peuvent avoir un dénombrement incomplet de la prévalence réelle des personnes avec une histoire de comportement ou de désir à l'égard d'une personne de même sexe.

### Afrique du Sud
Une étude de marché réalisée en 2012 par Lunch Box Media, sur les profils de consommateurs homosexuels, a constaté que la communauté LGBT sud-africaine était d'environ à 4 900 000.
En 2016 un rapport intitulé : « Progressive Prudes: A Survey of Attitudes towards Homosexuality and Gender Non-Conformity in South Africa », produit par l'Other Foundation et le Conseil de recherches en sciences humaines, a publié les résultats suivants : environ 430 000 hommes et 2 800 000 femmes se présentaient avec une identité sexuelle autre qu'hétérosexuelle, 530 000 hommes et femmes de tous les groupes de population, à la fois d'habitations rurales et urbaines et de tous groupes d'âge, s'auto-identifiaient comme homosexuels ou bisexuels avec des proportions similaires à celles observées dans d'autres pays à travers le monde.

### Allemagne

#### 2015
Selon Yougov, voici comment les adultes allemands sont répartis le long de l'échelle de Kinsey (selon l'âge) :
| Catégorie d'âge                 | Hétérosexualité exclusivement | Prédominance hétérosexuelle, homosexualité juste occasionnelle | Prédominance hétérosexuelle, homosexualité plus qu'occasionnelle | Autant hétérosexuel qu' homosexuel | Prédominance homosexuelle, hétérosexualité plus qu'occasionnelle | Prédominance homosexuelle, hétérosexualité juste occasionnelle | Homosexualité exclusivement | Ne sais pas |
| ------------------------------- | ----------------------------- | -------------------------------------------------------------- | ---------------------------------------------------------------- | ---------------------------------- | ---------------------------------------------------------------- | -------------------------------------------------------------- | --------------------------- | ----------- |
| Tous les adultes                | 63 %                          | 10 %                                                           | 5 %                                                              | 4 %                                | 1 %                                                              | 1 %                                                            | 3 %                         | 13 %        |
| Les adultes âgés de 18 à 24 ans | 45 %                          | 20 %                                                           | 11 %                                                             | 5 %                                | 1 %                                                              | 2 %                                                            | 2 %                         | 13 %        |

#### 2016
Dans une enquête en face à face représentatives à l'échelle nationale, avec plus de 2 500 Allemands (dont 55 % de femmes), il a été constaté que 86 % des hommes et 82 % des femmes s'identifiaient comme exclusivement hétérosexuels, 3 % des hommes et 4 % des femmes comme principalement hétérosexuels, 1 % de chaque sexe se déclaraient comme bisexuels, et 1,5 % principalement ou exclusivement homosexuels. D'autres orientations sexuelles ont été signalés par 3 % des hommes et 4 % des femmes. Un pour cent de chaque sexe était incertain. Quatre pour cent des hommes et 7 % des femmes n'ont donné aucune réponse.
Une enquête portant uniquement sur les femmes a révélé que 5 % des femmes allemandes s'identifiaient comme homo - ou bisexuelles.

### Australie

#### 2001-2002
L'enquête la plus grande et la plus complète en Australie a été réalisée par entretien téléphonique avec 19307 répondants âgés entre 16 et 59 ans en 2001/2002. L'étude a constaté que 97,4 % des hommes s'identifiaient comme étant hétérosexuels, 1,6 % comme homosexuels et 0,9 % comme bisexuels. Pour les femmes, 97,7 % se sont identifiées comme des hétérosexuelles, 0,8 % comme des lesbiennes et 1,4 % comme bisexuels. Néanmoins, 8,6 % des hommes et 15,1 % des femmes ont déclaré avoir soit des sentiments d'attirance pour le même sexe ou avoir eu certaines expériences sexuelles avec le même sexe.
 Dans l'ensemble, 8,6 % des femmes et 5,9 % des hommes ont déclaré avoir eu certaines expériences homosexuelles au cours de leur vie ; ces chiffres ont chuté à 5,7 % et 5,0 % respectivement lorsque les expériences sexuelles non génitales ont été exclues. La moitié des hommes et les deux tiers des femmes qui ont eu une expérience sexuelle avec une personne de même sexe se sont considérées comme étant hétérosexuelles, plutôt que d'homosexuelles.

#### 2012-2013
Une mise à jour de l'étude ci-dessus; elle emploie la même méthode, a un échantillon plus large (20,055 répondants), et d'élargissement de la tranche d'âge (16-69). L'étude a révélé que 96,5 % de l'ensemble de l'échantillon (96,8 % des hommes et 96,3 % des femmes) s'identifiaient comme des hétérosexuels, une baisse par rapport aux résultats de 2003 (97,5 %). Les homosexuels représentaient 1,9 % de la population masculine et de 1,2 % de la population féminine, une différence non significative entre les sexes. Les bisexuels représentaient 1,3 % de la population masculine et 2,2 % de la population féminine. Les femmes étaient significativement plus susceptibles que les hommes à s'identifient comme bisexuelles, et moins susceptibles de se déclarer exclusivement homosexuelles ou reporter des attractions et expériences exclusivement avec le même sexe. De même, plus de femmes ont signalé avoir eu des expériences et attractions envers de même sexe. Il apparaît que 9 % des hommes et 19 % des femmes reconnaissent avoir eu dans le passé des attractions et des expériences avec une personne de même sexe. Plus de femmes s'identifiaient comme lesbiennes ou bisexuelles par rapport à 2001-02. L'identité homosexuelle/gay était plus fréquente chez les hommes ayant fait des études universitaires et vivant dans des villes, et beaucoup moins fréquente chez les hommes avec des emplois de col bleu. La bisexualité chez les hommes et les femmes a été plus fréquente chez les répondants de moins de 20 ans. La bisexualité masculine est également surreprésentée parmi les hommes dans leur soixantaine.

#### 2006-2014
Dans des entretiens avec 180 000 australiens âgés de 14 ans ou plus, Roy Morgan Research étudia en trois différentes vagues, de trois ans, la part des australiens qui se considèrent comme homosexuels. Les résultats sont présentés ci-dessous selon l'âge et la vague; le total des résultats par vagues sont affichés dans la dernière colonne.
| Vague     | Part des Australiens se considérant eux-mêmes comme homosexuels | Part des Australiens se considérant eux-mêmes comme homosexuels | Part des Australiens se considérant eux-mêmes comme homosexuels | Part des Australiens se considérant eux-mêmes comme homosexuels | Part des Australiens se considérant eux-mêmes comme homosexuels | Part des Australiens se considérant eux-mêmes comme homosexuels | Part des Australiens se considérant eux-mêmes comme homosexuels |
| Vague     | 14-19                                                           | 20s                                                             | 30s                                                             | 40                                                              | 50+                                                             | TOTAL                                                           |                                                                 |
| --------- | --------------------------------------------------------------- | --------------------------------------------------------------- | --------------------------------------------------------------- | --------------------------------------------------------------- | --------------------------------------------------------------- | --------------------------------------------------------------- | --------------------------------------------------------------- |
| 2006-2008 | 2,9 %                                                           | 4,4 %                                                           | 2,5 %                                                           | 2,4 %                                                           | 1,3 %                                                           | 2,4 %                                                           |                                                                 |
| 2009-2011 | 4,0 %                                                           | 5,7 %                                                           | 3,8 %                                                           | 2,7 %                                                           | 1,6 %                                                           | 3,1 %                                                           |                                                                 |
| 2012-2014 | 4,6 %                                                           | 6,5 %                                                           | 4,2 %                                                           | 2,8 %                                                           | 1,7 %                                                           | 3,4 %                                                           |                                                                 |

Dans la dernière vague, 4,1 % des hommes et 2,8 % des femmes s'identifiaient comme homosexuels. Les hommes étaient plus nombreux que les femmes parmi les homosexuels dans tous les groupes d'âge. Pour les deux sexes, la part s'identifiant comme homosexuelle dans la dernière vague a été la plus élevée dans le groupe des 20-29 ans (hommes : de 7,6 %, femmes : 5,5 %).

### Brésil

#### 2013
Dans une enquête d'Ibope auprès d'un échantillon de 2 363 Brésiliens, utilisateurs d'internet, pondérés pour être cohérent avec la représentativité nationale, 83 % des Brésiliens se déclarent hétérosexuels, 7 % homosexuels, 5 % bisexuels, 1 % autres, et 4 % ont refusé de révéler leur orientation. Deux fois plus d'hommes d'utilisateurs d'internet que femmes s'identifiaient comme gay ou bisexuels (16 % contre 8 %). Les personnes âgées de 18 à 29 ans étaient les plus susceptibles de s'identifier comme des non-hétérosexuels (15 %), suivis de ceux âgés de 30-49 (10 %). Seulement 5 % de la population âgée de 50 ans ou plus se considéraient comme gay ou bisexuels. Parmi les non-hétérosexuels, 42 % ont dit qu'ils n'avaient pas de religion, comparativement à 13 % de la population hétérosexuelle. La Classe B (classe moyenne) avait le pourcentage le plus élevé de non-hétérosexuels (14 %), suivie par la Classe A (classe supérieure, 11 %). Les Classes C et D (classes moyennes inférieures et classes inférieures) comprenaient 10 % d'homosexuels et de bisexuels. Parmi les régions brésiliennes, le nord du Brésil a le plus faible pourcentage de non-hétérosexuels (2 %). Toutes les autres régions ont des pourcentages supérieurs à 10 %, la région du centre-ouest avait la déclaration la plus élevée (14 %).

### Canada

#### 1988
Une étude portant sur 5 514 universités et facultés met en évidence que parmi les étudiants de moins de 25 ans, 1 % étaient homosexuels, et 1 % étaient bisexuels.

#### 2012
Lors d'un sondage téléphonique par réponse vocale interactive auprès d'environ 2 700 Canadiens, 5,3 % se sont identifiés comme homosexuels, bisexuels ou transgenres. Les Canadiens âgés de 18 à 34 ans étaient beaucoup plus susceptibles de s'identifier comme des LGBT (11,1 %) que ceux des autres catégories étudiées (2,6 à 3,4 %).

#### 2003-2014 —The Canadian Community Health Survey
| années | Gay/lesbienne | Bisexuels | Total |
| ------ | ------------- | --------- | ----- |
| 2003   | 1 %           | 0,7 %     | 1,7 % |
| 2005   | 1,1 %         | 0,8 %     | 1,9 % |
| 2007   | —             | —         | 2,1 % |
| 2009   | 1,1 %         | 0,9 %     | —     |
| 2012   | 1,3 %         | 1,1 %     | —     |
| 2014   | 1,7 %         | 1,3 %     | —     |

#### 2016
Une enquête portant uniquement sur les femmes a révélé que 8 % des femmes canadiennes s'identifiaient comme homo - ou bisexuelles.

### Danemark

#### 1992
Une enquête aléatoire constata que 2,7 % des 1 373 hommes qui ont répondu à leur questionnaire avait eu des expériences ou rapports homosexuels.

### Espagne

#### 2016
Une enquête portant sur les femmes uniquement a révélé que 6 % des femmes espagnoles s'identifiaient comme homo - ou bisexuelles.

#### 2017 l'enquêteBarómetro Control
La sixième édition de l'enquête sur le comportement sexuel du Barómetro Control, effectuée en 2017, représentative de la population espagnole âgés de 18 à 35 ans, a révélé que 89 % des jeunes Espagnols adultes s'identifiaient comme hétérosexuels, 6 % des hommes et 3 % des femmes comme homosexuels, et 2 % comme bisexuels.

### France

#### 1992
Une étude portant sur 20 055 personnes a conclu que 4,1 % des hommes et 2,6 % des femmes ont eu au moins une relation sexuelle avec une personne du même sexe au cours de leur vie,.

#### 2011
Lors d'une enquête, à l'échelle nationale en ligne sur 7 841 adultes français, réalisée par l'IFOP au début de l'année 2011, 6,6 % des répondants se sont identifiés comme homosexuels (3,6 %) ou bisexuels (3 %), et 90,8 % comme hétérosexuels. Par rapport à la population hétérosexuelle, la population homosexuelle était beaucoup plus susceptibles d'être de sexe masculin, célibataire et vivant seul ainsi qu'âgés de moins de 65 ans. Les homosexuels ont plus de chances d'être économiquement actif et travaillant dans les « professions intellectuelles supérieures » mais avaient, en moyenne, un plus petit revenu de ménages. Ils étaient également plus susceptibles d'être résidant dans les grandes villes, en particulier dans la région de Paris. Les bisexuels de la population avait moins de différences statistiquement significatives avec la population hétérosexuelle, ressemblant aux hétérosexuels sur certaines mesures, aux homosexuels sur d'autres, ou d'être à un point intermédiaire sur encore quelques autres. Cependant, ils étaient plus susceptibles d'être âgés de 18 à 24 ans que les deux autres groupes. Comme les homosexuels, ils sont aussi plus susceptibles d'être célibataires.
Dans un autre sondage IFOP portant sur 9 515 adultes français réalisé plus tard cette même année, 6,5 % de l'échantillon s'identifiaient comme homosexuels (3 %) ou bisexuels (3,5 %). Parmi les LGB, les hommes étaient plus nombreux que les femmes avec un rapport de plus de 2 pour 1.

#### 2014
Selon une enquête auprès d'environ 10 000 répondants, l'IFOP estimait que 90 % des français étaient hétérosexuels, 3 % s'identifiaient comme bisexuels, et 4 % d'entre eux se considéraient eux-mêmes homosexuels. Deux pour cent disaient ne pas avoir adopté une définition de leur sexualité, et 1 % ne souhaitent pas répondre. Plus de femmes que d'hommes étaient hétérosexuels (93 % contre 86 %), tandis que plus d'hommes que de femmes s'identifient comme homosexuels (7 % contre 1 %) et, dans une moindre mesure, bisexuels (4 % contre 2 %). Une identité homosexuelle ou bisexuelle a été plus fréquente chez les personnes âgées de 18 à 49 (9 %) que chez celles âgées de 50 à 64 ans (6 %) ou de plus de 65 ans (4 %). Plus de célibataires que de gens en relation s'identifiaient comme des homo - ou bisexuels (11 % contre 6 %). Une identité LGB est également plus fréquente chez les personnes qui ont eu plus de 10 partenaires sexuels ou aucun par rapport à ceux qui ont eu des niveaux intermédiaires d'expérience sexuelle. Les catholiques sont plus susceptibles de s'identifier comme hétérosexuels (91 %) que les personnes qui ont dit avoir une autre religion ou aucune religion (88 % chacun).

#### 2016
Une enquête portant sur les femmes seulement a révélé que 4 % des femmes françaises s'identifient comme homo - ou bisexuelles. Dans la catégorie des femmes âgées de moins de 25 ans, 9 % s'identifient comme bisexuelles et 1 % comme lesbiennes.

#### 2016 enquête sur Paris
Dans une enquête représentative sur les résidents de Paris, l'IFOP a révélé que 79 % des hommes et 90 % des femmes s'identifient comme hétérosexuels, 13 % des hommes et 1 % des femmes sont homosexuels, 6 % des hommes et 4 % des femmes se considéraient comme bisexuels.

#### 2019
L'IFOP, dans une enquête nationale sur la perception de l'homosexualité et des personnes LGBT dans la société, estime à 3,2 % le nombre de personnes s'identifiant comme homosexuelles, 4,8 % comme bisexuelles assumées (0,9 % non assumées), 82,7 % comme hétérosexuelles exclusives, 5,6 % comme hétérosexuelles attirées par des personnes du même sexe et 2,8 % ne définissant pas leur orientation mais attirées par le sexe opposé.

### Irlande

#### 2006
Une étude des réponses de 7 441 personnes, menée par l'ESRI, a constaté que 2,7 % des hommes et 1,2 % des femmes s'auto-identifiaient comme homosexuels ou bisexuels. Une question basée sur une variante de l'échelle de Kinsey constata que 5,3 % des hommes et 5,8 % des femmes ont signalé une attirance homosexuelle. Sur les personnes interrogées, 7,1 % des hommes et 4,7 % des femmes ont signalé une expérience homosexuelle à un certain moment dans leur vie au moment de l'étude. Il a également constaté que 4,4 % des hommes et 1,4 % des femmes ont signalé une « expérience génitale de même sexe » (le sexe oral ou anal, ou tout autre contact avec les organes génitaux) dans leur vie au moment de l'étude. L'étude a été commandée et publiée par la Crisis Pregnancy Agency, en partenariat avec le Ministère de la Santé et de l'Enfance.

### Israël

#### 2012
Dans un échantillon représentatif de la population juive israélienne âgée de 18 à 44 ans, il a été constaté que 11,3 % des hommes et 15,2 % de femmes s'auto-déclaraient attirés par le même sexe, 10,2 % et 8,7 % ont signalé des rencontres durables avec une personne de même sexe, quand respectivement 8,2 % et 4,8 % s'auto-identifiaient comme des hommes homo - ou bisexuels et lesbiennes ou bisexuelles. Une identité non-hétérosexuelle était plus fréquente à Tel-Aviv que dans d'autres parties du pays et, parmi les hommes; il a également été corrélée avec le plus jeune âge.

#### 2015
Dans une étude employant l'échelle de Kinsey, 4,5 % des non-religieux israéliens se sont placés aux points 5 ou 6 sur l'échelle, indiquant une orientation homosexuelle avec une attraction sexuelle mineure ou inexistante envers le sexe opposé , et 91,5 % se sont placés aux points 0 ou 1, ce qui indique une orientation hétérosexuelle avec une attraction mineure ou inexistante envers le même sexe. Dans la catégorie des jeunes adultes, âgés de 18 à 24 ans, 7,4 %, se sont placés sur l'échelle aux points 5 ou 6, et de 80 % aux points 0 ou 1. Par rapport à l'ensemble de la population, plus de jeunes adultes se sont eux-mêmes placés sur le point 3 de l'échelle de Kinsey, ce qui signifie une attirance égale envers les deux sexes (de 4,2 % contre 1 %), et sur le point 2, ce qui signifie une orientation plutôt hétérosexuelle avec des attractions homosexuelles majeures (7,4 % contre 2,3 %). Point 4 de l'échelle de Kinsey, indiquant principalement de l'orientation homosexuelle avec des attractions hétérosexuelles majeures, contenait une proportion similaire de jeunes adultes et de tous les adultes (de 1,1 % contre 0,7 %, respectivement).

### Italie

#### 2011
Une enquête aléatoire portant sur 7 725 Italiens (18-74 ans), menée par l'Institut National de la Statistique, entre juin et décembre 2011 avec technique CAPI a trouvé que 2,4 % de la population s'est déclaré être homosexuel ou bisexuel, 77 % hétérosexuels, 0,1 % transgenre, 4 % ont déclaré être « autres », et 15,6 % n'ont pas répondu. Une longue enquête, comprenant toutes les personnes qui, au cours de leur vie, sont tombées amoureuses ou sont avec une personne de même sexe, ou qui ont eu des rapports sexuels avec une personne de même sexe, augmenta le pourcentage à 6,7 % de la population. Plus d'hommes que de femmes, plus de résidents du nord que du sud, plus les jeunes que les personnes plus âgées se sont identifiés comme homosexuels. Les membres de 7 725 familles, réparties sur 660 municipalités italiennes ont pris part à l'enquête.

#### 2016
Une enquête portant sur les femmes seulement a révélé que 1 % des femmes italiennes s'identifiaient comme lesbiennes ou bisexuelles.

### Japon

#### 2012
Une enquête réalisée par le groupe Dentsu a estimé que 5,2 % des Japonais sont LGBT.

#### 2015
La nouvelle estimation de Dentsu de la population LGBT du Japon était de 7,6 % pour les personnes âgées de 20 à 59 ans.

### Mexique

#### 2017
Selon une étude représentative sur le plan national organisée par Kantar TNS, 88 % des Mexicains masculins âgés de 18 à 30 ans s'identifiaient comme hétérosexuels, 6 % comme homosexuels, 5 % comme bisexuels, et 1 % comme autres.

### Nouvelle-Zélande

#### 2007
Lors un sondage anonyme portant sur 8 000 élèves d'école du secondaire en Nouvelle-Zélande, menée par l'Université d'Auckland, 0,9 % des personnes interrogées ont indiqué une attirance exclusive pour le même sexe, 3,3 % pour les deux sexes et 1,8 % pour aucun des deux.
La Dunedin Multidisciplinary Health and Development Study est une étude prospective qui a examiné les changements dans le comportement sexuel, l'attraction, et l'identité parmi environ 1 000 néo-zélandais nés en 1972 ou 1973. Les échantillons ont d'abord été interrogés en 1993, alors âgés de 21 ans, et, à nouveau, à l'âge de 26, 32 et 38, en 2010-2011. L'étude a révélé une forte diminution de la proportion de femmes qui ont auto-déclarés une attraction exclusivement hétérosexuelles à partir de l'âge de 21 ans (88,3 %) à l'âge de 26 ans (82,5 %), mais une petite augmentation à l'âge de 32 ans (84,2 %) et à nouveau à 38 (87,6 %). En revanche, chez les hommes, la part d'auto-déclaration d'attraction exclusivement hétérosexuelles est restée globalement stable entre les âges de 21 (94,9 %) et 32 (94,2 %), avec une légère baisse à l'âge de 38 ans (92,9 %). L'identité sexuelle était la seule à être évaluée à l'âge de 32 et 38. À l'âge de 32 ans, de 0,9 % des femmes et 1,3 % des hommes s'auto-identifiaient comme homosexuels, 2,9 % des femmes et 1,7 % des hommes comme bisexuels. En outre, 1,5 % des femmes et 2,2 % des hommes s'identifiaient comme « autres ». À l'âge de 38 ans, 1,1 % des femmes et 1,7 % des hommes s'auto-identifiaient comme homosexuels, 2,6 % des femmes et 3 % des hommes comme bisexuels et, 1,1 % de femmes et 0,2 % d'hommes s'identifiaient comme « autres ». Alors que l'attraction sexuelle a changé plus pour les femmes que pour les hommes, les changements chez les hommes étaient plus systématiquement vers une tendance à plus d'homosexualité, tandis que les changements chez les femmes, passé l'âge de 26 ans s'est produite également dans les deux directions (c'est-à-dire, à la fois vers une attraction plus et moins hétérosexuels). Les chercheurs ont discuté de plusieurs facteurs derrière les changements; les effets étant liés à l'âge, aux effets culturels, à l'homosexualité, en particulier le fait que l'homosexualité féminine soit devenue de plus en plus socialement acceptable en Occident dans les années 1990 et 2000.
Selon les résultats de la cinquième vague de la New Zealand Attitudes and Values Study, qui a interrogé plus de 14 000 personnes au sujet de leur orientation sexuelle, 94,2 % des Néo-Zélandais s'identifiaient comme hétérosexuels, 2,6 % en tant que qu'homosexuels, 1,8 % comme bisexuels, 0,6 %, comme bicurieux, 0,5 %, comme pan-sexuelle, et 0,3 % comme asexuels. Aucune différences significative entre les sexes n'ont été trouvées dans la part des néo-Zélandais s'identifiant comme hétérosexuels (94,1 % des hommes et 94,4 % des femmes) ou pan-sexuelle (0,5 % des hommes et des femmes), mais les hommes étaient plus susceptibles de s'identifier en tant qu'homosexels (3,5 %) que les femmes (1,8 %), et les femmes étaient plus susceptibles que les hommes de s'identifier comme bisexuels (2,1 % contre 1,5 %), bicurieux (0,7 % contre 0,4 %) ou asexuels (0,4 % contre 0,1 %). Les femmes de toutes les catégories non hétérosexuelles étaient significativement plus jeunes que les femmes de catégorie hétérosexuelle. Les hommes des catégories homosexuelle, bisexuelle et bicurieuse ont également été significativement plus jeunes que les hommes hétérosexuels.

### Norvège

#### 1988
Dans une enquête aléatoire de 6300 Norvégiens, 3,5 % des hommes et 3 % des femmes ont rapporté qu'ils avaient eu une expérience homosexuelle au cours de leur vie.

#### 2003
Dans un sondage anonyme portant sur 1 971 étudiants masculins du secondaire réalisé en 2003, 1 % d'auto-déclaré avoir déjà eu un petit ami, et 2 % étaient tombés amoureux avec un homme.

### Pays-Bas

#### 2001
Dans étude réalisée en personne par l'Enquête Nationale Néerlandaise de la Médecine Générale, auprès de 4 229 hommes, avec une réponse valable à la question de l'orientation sexuelle, 1,5 % s'auto-identifiaient comme homosexuels, 0,6 % comme des bisexuels et 97,9 % comme hétérosexuels. Sur les 5 282 femmes, 1,5 % s'auto-identifiaient comme lesbiennes, 1,2 % comme bisexuelles, et 97,3 % comme hétérosexuelles.

#### 2009
Sur un échantillon représentatif à l'échelle nationale, en ligne, auprès de 3 145 hommes et 3 283 femmes, 3,6 % des hommes et 1,4 % des femmes s'identifiaient comme homosexuels. Un autre 5,5 % des hommes et 7,4 % des femmes s'identifiaient comme bisexuels. L'auto-identification a été évaluée sur une échelle de 5 points, et toutes les trois options non exclusives ont été combinées pour l'auto-identification bisexuelle. Une attirance homosexuelle est plus répandue que l'orientation homo - ou bisexuelle. Chez les hommes, 9,9 % ont déclaré au moins une certaine attirance homosexuelle (4,2 % exclusivement). Chez les femmes, elles étaient 10,9 % (1,5 % exclusivement), dont un grand groupe rapportait des attractions principalement hétérosexuelles. Chez hommes, 3,6 % avaient eu des rapports sexuels avec des hommes dans les six derniers mois et 2,0 %, avec des hommes et des femmes. Pour les femmes, ces pourcentages étaient de 1,6 % et 0,8 % respectivement. L'auto-identification homosexuelle ou bisexuelle, sans attraction pour le même sexe était presque inexistante. Cependant, tous les hommes et toutes les femmes qui se sentaient attirés par leur propre sexe ne s'identifiaient comme homosexuels ou bisexuels. Les comportements sexuels envers le même sexe se produisaient chez les hommes et chez les femmes qui n'ont rapporté aucune attirance homosexuelle ou une identification homo - ou bisexuelle, surtout lorsque le comportement sexuel durable était considéré.

#### 2016
Une enquête portant seulement sur les femmes a révélé que 8 % des Néerlandaises s'identifiaient comme homo - ou bisexuelles.

### Philippines
Une étude sur la sexualité et la fertilité des jeunes adultes (Young Adult Fertility and Sexuality Survey) réalisée en 2002 par l'Institut des Populations de l'Université des Philippines et la Fondation des Recherches Démographiques et du Développement constata qu'environ 11 % des jeunes sexuellement actifs âgés de 15–24 ans ont eu des rapports sexuels avec une personne du même sexe. Parmi eux, 87 % étaient des hommes ayant eu des rapports sexuels avec des hommes.

### Pologne
Une recherche sur des adultes volontaires polonais a montré que différentes méthodes d'enquêtes produisaient d'importantes différences dans la proportion des gens qui admettent l'attraction homosexuelle. Dans les sondages sur papier, 6 % des personnes interrogées ont rapporté une attraction de même sexe, comparés aux 12 % des répondants en ligne. Il n'y avait pas d'autres différences significatives quant aux autres aspects de la vie sexuelle, et les deux ensembles de volontaires étaient du même âge, avaient une éducation similaire et vivaient dans un même emplacement géographique.

### Royaume-Uni

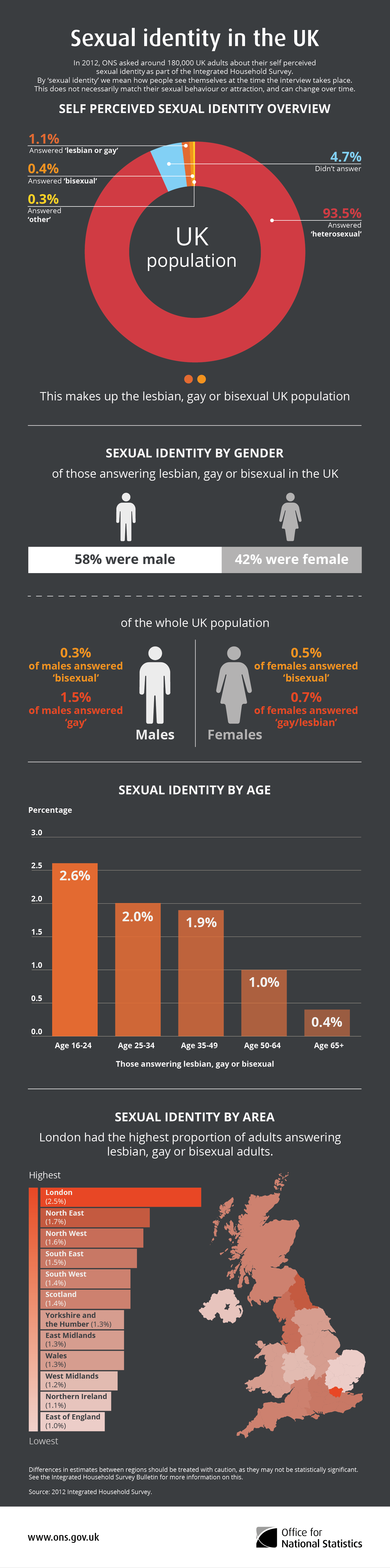
L'identité sexuelle au Royaume-Uni, 2012.

#### 1992
Une étude sur 8 337 hommes britanniques trouva que 6,1 % ont eu une « expérience homosexuelle » et que 3,6 % ont eu « plus d'un partenaire homosexuel »

#### 2005
La Trésorerie et Ministère du Commerce et de l'Industrie de Sa Majesté a réalisé un sondage pour aider le gouvernement à analyser les répercussions financières de la Loi sur les Partenariats Civils (tels que les pensions, l'héritage et les avantages fiscaux). Ils ont conclu qu'il y avait 3,6 millions de personnes homosexuelles dans en Grande-Bretagne – environ 6 % de la population totale, soit 1 personne sur 16,66.

#### 2008
Dans une enquête auprès d'environ 1 000 britanniques réalisé à l'aide d'un questionnaire auto-rempli, 2 % de l'échantillon total s'étaient identifiés comme bisexuels, 4 % comme homosexuels, et 92 % comme hétérosexuels.

#### 2009
Dans un sondage en ligne avec plus de 75 000 panélistes YouGov en Grande-Bretagne, 90,9 % se sont identifiés comme hétérosexuels, 5,8 % comme homo - ou bisexuels, 1,3 % ont choisi de ne pas donner une réponse et 2,1 % ont donné d'autres raisons. L'échantillon a été recruté pour correspondre à l'ensemble de la population britannique selon les variables démographiques telles que l'âge, le sexe, le statut d'emploi et la classification socio-économique. Chez les hommes, environ 89 % se sont identifiés comme des hétérosexuels, 5,5 % se sont identifiés comme homosexuels, et 2,5 % comme des bisexuels. Les femmes hétérosexuelles constituaient autour de 93 % de toutes les femmes, les lesbiennes 1,4 %, et les femmes bisexuelles 2,3 %. Un peu plus de 2 % de chaque sexe s'identifiaient comme « autres », et un peu plus de 1 % ne veulent pas d'indiquer d'orientation sexuelle. Les non-hétérosexuels ont tendance à être plus jeunes, et cela a été particulièrement le cas pour les femmes bisexuelles et les hommes homosexuels, dont la moyenne d'âge est de 32 et 36 ans respectivement, comparativement à une moyenne de 47 ans chez les hétérosexuels. Les minorités ethniques ont une moindre tendance à s'identifier comme homosexuels que les Blancs (1,4 % contre 3,5 %), mais sont plus susceptibles de préférer ne pas divulguer leur orientation sexuelle (7,5 % contre 0,9 %). Les minorités sexuelles ont tendance à se concentrer davantage dans certaines parties du pays, Londres en particulier, où 27 % des homosexuels tous sexes confondus, ainsi que les 19 % des personnes bisexuelles ont pris résidence, comparativement aux seuls 14 % hétérosexuels. Le statut d'emploi est aussi en corrélation avec l'orientation sexuelle ; les hommes homosexuels sont plus susceptibles que les hétérosexuels de travailler à plein-temps (trois quarts contre 57 %), et il en était de même chez les femmes (lesbiennes : 58 %, femmes hétérosexuelles : 41 %). De même, les hommes homosexuels (73 %) et les lesbiennes (66 %) étaient surreprésentés parmi les classes supérieures (classes ABC1), mais la différence entre les hétérosexuels et les bisexuelles (54 % contre 58 %) n'était pas statistiquement significative. Les personnes LGB — en particulier les lesbiennes — ont également eu, en moyenne de meilleures réussites scolaires.
L'étude a fait valoir la nécessité de fournir un anonymat assuré aux répondants, afin de mesurer la véritable dimension de la population non-hétérosexuelle, comme il est moins probable pour les personnes LGB que les hétérosexuels de divulguer qu'ils leur véritable orientation sexuelle lors d'une entrevue en personne que dans une enquête en ligne auto-administrée.

#### 2010
Une enquête représentative portant sur 238 206 britanniques toutes catégories a révélé qu'un pour cent s'identifiaient comme homosexuels et 0,5 % disaient être bisexuels. Un autre 0,5 % s'identifiaient comme « autre », et 3 % ont répondu « ne pas savoir » ou bien ont refusé de donner une. Au total, 5 % des personnes interrogées ne s'identifiaient pas comme hétérosexuelles ou autrement dit, 98,5 % ne s'identifiaient pas comme homo - ou bisexuelles. Ben Summerskill, directeur général de la Gay Equality Charity Stonewall déclara :
« This is the first time that people were asked and data collection happened on doorsteps or over the phone, which may deter people from giving accurate responses – particularly if someone isn't openly gay at home. »
« C'est la première fois que des gens se sont vus interroger et que les données ont été collectées au pas de la porte ou au téléphone, ce qui aurait empêcher certains de donner des réponses exactes – en particulier si quelqu'un n'était pas tolérante envers l'homosexualité au domicile »
Stonewall travailla avec 600 employeurs de haut niveau et leur expérience a montré que les résultats allaient dans ce sens lorsque les personnes étaient interrogées sur leur orientation sexuelle comme n'importe quelle collecte d'information générale.

#### 2014
Dans une enquête en ligne portant sur la sexualité réalisé par The Observer sur la vie sexuelle des britannique, 4 % des 1 052 répondants s'identifiaient comme homosexuels, et 4 % comme bisexuels.
Dans une étude Survation représentative à l'échelle nationale portant sur 1 003 femmes britanniques, 92 % se sont identifiées comme des hétérosexuelles, 1,6 % comme homosexuelles, 3,5 % comme bisexuelles, 0,3 %, comme « autres », et 2,6 % ont refusé de révéler leur orientation sexuelle. L'orientation sexuelle semble être liée à l'âge. Les femmes de la Génération Y, âgées de 18 à 34 ans, étaient significativement plus susceptibles de s'identifier comme bisexuelles (6,6 %) que les femmes âgées de 35 à 54 ans (1,4 %) ou les femmes plus âgées (0,7 %). Les différences d'âge étaient de plus petite taille pour l'identité lesbienne, mais la tendance a été la même, avec 1,9 % de jeunes femmes s'identifiant comme lesbiennes, contre 1,6 % d'âge moyen et 1,3 % pour les femmes âgées. Identité hétérosexuelle suivit le schéma inverse, ayant l'occurrence la plus élevée chez les femmes plus âgées (95,3 %) et la plus faible chez les post-boomers (89,1 %). L'identité sexuelle est également fortement corrélée avec l'absence d'enfants, avec 9,6 % des femmes sans enfants s'identifiant comme homo - ou bisexuelles, contre 3,6 % des femmes ayant des enfants mineurs, et 0,5 % des femmes ayant des enfants adultes.

#### 2015
Dans un sondage Yougov portant sur 1 632 adultes, 5,5 % se sont identifiés comme homosexuels, 2,1 % comme bisexuels et 88,7 % comme hétérosexuels. En étant demandé de se placer sur l'échelle de Kinsey, 72 % de tous les adultes, et 46 % des adultes âgés de 18 à 24 ans, a choisi un score de zéro, ce qui signifie qu'ils identifiaient comme totalement hétérosexuels. Quatre pour cent de l'échantillon total, et 6 % des jeunes adultes, affichèrent un score de six, ce qui signifie une identité totalement homosexuelle.

#### 2011-2016 Enquête Intégrée des Ménages
| Année | Hétérosexuel | Gay/lesbienne | Bisexuel | Autre | Ne sait pas/Refus/Pas de réponse |
| ----- | ------------ | ------------- | -------- | ----- | -------------------------------- |
| 2009  | 94,2 %       | 0,9 %         | 0,5 %    | 0,5 % | 3,8 %                            |
| 2010  | 94,0 %       | 1,0 %         | 0,5 %    | 0,4 % | 4,3 %                            |
| 2011  | 93,9 %       | 1,1 %         | 0,4 %    | 0,3 % | 4,2 %                            |
| 2012  | 94,4 %       | 1,1 %         | 0,5 %    | 0,3 % | 3,8 %                            |
| 2013  | 93,6 %       | 1,1 %         | 0,5 %    | 0,3 % | 4,5 %                            |
| 2014  | 93,8 %       | 1,1 %         | 0,5 %    | 0,3 % | 4,3 %                            |
| 2015  | 93,7 %       | 1,1 %         | 0,6 %    | 0,4 % | 4,1 %                            |
| 2016  | 93,4 %       | 1,2 %         | 0,8 %    | 0,5 % | 4,1 %                            |
| 2017  | 95,0 %       | 1,3 %         | 0,8 %    | 0,6 % | 2,3 %                            |
| 2018  | 94,6 %       | 1,4 %         | 0,9 %    | 0,6 % | 2,5 %                            |
| 2019  | 93,7 %       | 1,6 %         | 1,1 %    | 0,7 % | 3,0 %                            |
| 2020  | 93,6 %       | 1,8 %         | 1,3 %    | 0,7 % | 2,6 %                            |
| 2021  | 93,4 %       | 1,9 %         | 1,2 %    | 0,5 % | 3,0 %                            |
| 2022  | 93,4 %       | 1,8 %         | 1,5 %    | 0,6 % | 2,7 %                            |

Dans toutes les années, il a été observé qu'une identité LGB est plus commune aux résidents de Londres et ceux âgés de moins de 35 ans. L'identité homosexuelle en 2016 a été plus de deux fois plus fréquente chez les hommes (1,7 %) que chez les femmes (0,7 %), tandis que l'identité bisexuelle était plus fréquente chez les femmes (0,9 %) que les hommes (0,6 %).

#### 2016
Une enquête portant sur les femmes uniquement a révélé que 4 % des femmes britanniques s'identifiaient comme homo - ou bisexuelles.

#### 2017
Dans un sondage Survation sur les adultes âgés de 40 à 70, 92,5 % se sont identifiés comme des hétérosexuels, 3,5 % en tant qu'homosexuels, 2,4 % comme bisexuels, 0,5 % comme autres et 1 % ne voulaient pas révéler leur orientation sexuelle. Les moins de 60 ans étaient moins susceptibles de s'identifier comme hétérosexuels que les 60-70 ans. Une identité homosexuelle était plus fréquente chez les hommes (6,1 %) que chez les femmes (1 %), et l'inverse était vrai de l'hétérosexualité (hommes : 89,9 %, femmes : 95 %). Aucune différence significative n'a été trouvée parmi ceux qui s'identifiaient comme bisexuels (2,4 % contre 2,5 %). Londres avait une proportion plus élevée de personnes d'âge moyen ou âgées s'identifiant comme homosexuelles (8 %) ou bisexuelles (6 %) que les autres régions du pays.
Selon une étude représentative sur le plan national, organisée par Kantar TNS, 87 % des hommes britanniques âgés de 18 à 30 ans s'identifiaient comme hétérosexuels, 7 % comme homosexuels, 5 % comme bisexuels, et de 2 % comme autres.

#### 2017 Enquête générationnelle de la BBC
Un sondage Ipsos MORI pour le compte de la BBC a trouvé que les britanniques âgés de 16 à 22 ans (aussi appelée Génération Z) ont moins de chances d'identifier comme étant exclusivement hétérosexuels (66 %) que ceux qui appartiennent à la Génération Y (71 %), la Génération X (85 %), ou les Baby-Boomers (88 %). Au sein de la Génération Z, il y avait plusieurs différences importantes entre les sexes dans l'identité sexuelle : les jeunes hommes étaient plus susceptibles de s'identifier comme complètement hétérosexuel que les jeunes femmes (73 % contre 59 %) tandis que les jeunes femmes avaient plus de chances de s'identifier non exclusivement hétérosexuelles (19 %) et bisexuelles (14 %) que les jeunes hommes (10 % et 5 %, respectivement). Il n'y a pas eu de différences entre les sexes dans la portion s'identifiant comme principalement ou exclusivement homosexuelle (5 % pour chaque sexe), mais pour la Génération Z, les hommes étaient beaucoup plus susceptibles de refuser de divulguer leur orientation sexuelle (7 %) par rapport à leurs homologues féminins (3 %). Il y avait significativement plus de jeunes Blancs s'identifiant comme étant exclusivement homosexuels (3 %) que ceux des minorités ethniques (0 %) mais aucune autre différence ethnique n'a été trouvée. Les jeunes se considérant comme exclusivement heterosexuels étaient également moins susceptibles de se présenter comme assez ou très actif dans la vie politique, mais ils étaient plus susceptibles de croire qu'ils jouissaient d'une meilleure vie que les post-boomers.
Chez les adultes plus âgés, il n'y avait aucune différence significative dans la proportion des hommes (82 %) et des femmes (80 %) qui s'identifiaient comme étant exclusivement hétérosexuels. Mais plus de femmes que d'hommes s'identifiaient comme plutôt hétérosexuels (11 % contre 6 %), tandis que plus d'hommes que de femmes s'identifiaient comme étant exclusivement homosexuels (4 % contre 2 %) et comme plutôt homosexuels (2 % contre 0,4 %). Les hétérosexuels exclusifs étaient plus susceptibles d'avoir voté « Leave » lors du référendum au Royaume-Uni de 2016 pour quitter l'Union Européenne, alors que les personnes plutôt hétérosexuelles et homosexuelles exclusivement ont été surreprésentées parmi les électeurs du « Remain ».

### Suède

#### 2003
Dans un sondage anonyme portant sur 1 978 étudiants masculins du secondaire, réalisé en 2003, les répondants ont répondu à une question sur l'attirance homosexuelle par le choix d'un nombre sur l'échelle de Likert s'étalant sur 5 points (1 = pas du tout et 5 = élevée). Ceux qui ont marqué le nombre 5 composaient 4 % de l'échantillon et ceux qui ont marqué les numéros 3 ou 4, présenté par les chercheurs comme une auto-déclaration d'une « certaine » attraction pour le même sexe représentaient 7 % de l'échantillon.

### Suisse
En 2017, une étude estime, après enquête en ligne, que 3,2 % des hommes avaient eu un rapport sexuel avec un autre homme.
En 2018, une enquête réalisée par le CHUV et l'USZ, a révélé que 4,6 % des jeunes hommes étaient attirés par les personnes du même sexe. Les jeunes femmes étaient 1,8 % à être uniquement ou fortement attirés par les femmes

## Méthodes

### Mode d'enquête, et biais de déclaration de l'orientation sexuelle
Selon plusieurs sources universitaires, certains organismes de sondage et groupes de recherche organisant des études de marché, la population qui s'identifie comme LGBT et/ou qui a eu des relations sexuelles avec le même sexe peut être sous-estimée dans les sondages qui emploient des intervieweurs en face à face ; les contextes couvrant mieux l'anonymat et la confidentialité (questionnaires en ligne et entretiens par Serveur vocal interactif seraient préférables au enquêtes plus traditionnelles pour mesurer la taille de la population non hétérosexuelle.
Aux Etats-Unis, où l'on a relativement confiance dans le secret médical et dans le contexte d'une volonté de résoudre les disparités sanitaires dont sont victimes les personnes LGBT, la plupart des patients LGBT et hétérosexuels estiment que révéler leur orientation sexuelle dans le contexte médical et dans le dossier de santé électronique (DSE) est utile et acceptable (avec cependant quelques différences selon l'âge).
Des chercheurs britanniques avec la troisième vague de la National Survey of Sexual Attitudes and Lifestyles (NATSAL) a abordé cette question dans une de leurs études. Les intervieweurs ont recueilli des données sur le comportement sexuel à partir d'un échantillon de plus de 15 000 sujets à leur domicile. Cependant, une partie des répondants ont accepté de remplir un questionnaire en ligne, leur posant les mêmes questions que lors du questionnaire en face à face. Le questionnaire devait être pris avec un ou deux mois d'intervalle après la première entrevue. Les données ci-dessous ont été extraites à partir du même groupe de 202 hommes et 325 femmes qui ont donné des informations à propos d'expérience sexuelle avec le même sexe lors du face à face, puis ont complété le questionnaire en ligne plus tard. Les chiffres illustres à quel point les réponses peuvent varier selon les modes de l'enquête et à quel point la différence entre les méthodes d'enquête peut être significative ou non lorsqu'il s'agit de fournir de l'information.
| Les données partielles de la NATSAL-3 | Tout expérience sexuelle avec une personne de même sexe | Tout expérience sexuelle avec une personne de même sexe | Tout expérience sexuelle avec une personne de même sexe      | Tout rapport sexuel avec le une personne de même sexe (expérience avec un contact génital) | Tout rapport sexuel avec le une personne de même sexe (expérience avec un contact génital) | Tout rapport sexuel avec le une personne de même sexe (expérience avec un contact génital) |
| Les données partielles de la NATSAL-3 | Face-à-Face                                             | En ligne                                                | Différence statistiquement significative entre les méthodes? | Face-à-Face                                                                                | En ligne                                                                                   | Différence statistiquement significative entre les méthodes?                               |
| ------------------------------------- | ------------------------------------------------------- | ------------------------------------------------------- | ------------------------------------------------------------ | ------------------------------------------------------------------------------------------ | ------------------------------------------------------------------------------------------ | ------------------------------------------------------------------------------------------ |
| Les hommes                            | 11,4 %                                                  | 17,3 %                                                  | Oui                                                          | 9,9 %                                                                                      | 13,5 %                                                                                     | Oui                                                                                        |
| Les femmes                            | 14,5 %                                                  | 19,7 %                                                  | Oui                                                          | 9,2 %                                                                                      | 10,5 %                                                                                     | Non                                                                                        |

Les chercheurs d'autres pays ont produit des résultats similaires. En Pologne, par exemple, il a été trouvé dans une expérience que l'auto-déclaration d'attraction envers le même sexe était deux fois plus fréquente lors d'un questionnaire en ligne que lors d'un questionnaire papier, malgré le fait que le groupe qui a répondu à des questions en ligne et celui qui a rempli le formulaire papier étaient similaires sur toutes les variables démographiques et sur tous les autres aspects de leur sexualité. Dans les années 1990, une expérience a été faite aux États-Unis où il a été constaté que les adolescents masculins étaient beaucoup plus susceptibles de reconnaître avoir eu des expériences avec le même sexe lorsqu'une méthodologie impliquait l'interface avec un ordinateur par rapport aux questionnaires papier.

### Les Ratios de proportions
En général, la plupart des recherches sont d'accord que le nombre de personnes qui ont eu de multiples expériences sexuelles avec le même sexe soit moindre que le nombre de personnes qui ont eu une seule expérience de ce genre ; que le nombre de personnes qui s'identifient comme étant exclusivement homosexuels soit inférieur au nombre de personnes qui ont eu de multiples expériences homosexuelles.[Interprétation personnelle ?]

### Changer au fil du temps
En outre, des changements peuvent se produire dans les rapports sur la prévalence de l'homosexualité. Par exemple, l'Institut pour les Recherches Sexuelles de Hambourg a mené une enquête sur le comportement sexuel des jeunes en 1970 et l'a répété en 1990. Alors qu'en 1970, 18 % des garçons âgés de 16 et 17 ans ont rapporté avoir eu au moins une expérience sexuelle avec une personne de même sexe, le nombre avait chuté à 2 % en 1990,.
Les données de l'Enquête Sociale Générale montre que le pourcentage d'américains ayant reporté avoir eu principalement des partenaires de même sexe est resté stable entre 1989 et 2014. En revanche, le pourcentage de personnes déclarant avoir un jour eu un partenaire du même sexe augmenté. Par contraste, la National Survey of Family Growth (en) a constaté une augmentation dans la part des hommes et des femmes qui s'auto-signalaient avoir une orientation bisexuelle, dans leur étude de 2011-2013 comparée aux enquêtes précédentes. De Même, dans la Seconde Étude Australienne de la Santé et des Relations Humaines, dont les données ont été collectées en 2012 et 2013, les chercheurs ont remarqué une croissance significative de la proportion de femmes qui déclaraient une orientation et une attraction bisexuelles, et une augmentation de la part d'hommes qui rapportaient une attraction exclusivement homosexuelle, par rapport aux résultats de la Première Étude Australienne de la Santé et des Relations Humaines, exécutée en 2001.

## Dans les grandes villes

### Brésil
En 2009, une enquête menée par l'Université de São Paulo dans 10 capitales du Brésil, 7,8 % des hommes étaient homosexuels et 2,6 % étaient bisexuels, pour un total de 10,4 %, et 4,9 % des femmes étaient lesbiennes et 1,4 % étaient bisexuelles, pour un total de 6,3 %.
Parmi les hommes de la ville de Rio de Janeiro, 14,3 % étaient homo - ou bisexuels. Parmi les femmes de la ville de Manaus, 10,2 % étaient lesbiennes ou bisexuelles.
| Rang | Ville          | Pourcentage de la population urbaine | Population LGBT | Population LGBT |
| Rang | Ville          | Pourcentage de la population urbaine | rang            |                 |
| ---- | -------------- | ------------------------------------ | --------------- | --------------- |
| 1    | Rio de Janeiro | 14,30 %                              | 1               |                 |
| 2    | Fortaleza      | 9,35 %                               | 2               |                 |
| 3    | Manaus         | 8,35 %                               | 3               |                 |
| 4    | São Paulo      | 8,20 %                               | 4               |                 |
| 5    | Salvador       | 8,05 %                               | 5               |                 |
| 6    | Brasília       | 7,95 %                               | 6               |                 |
| 7    | Belo Horizonte | 6,85 %                               | 7               |                 |
| 8    | Curitiba       | 6,55 %                               | 8               |                 |
| 9    | Porto Alegre   | 5,95 %                               | 9               |                 |
| 10   | Cuiabá         | 5,65 %                               | 10              |                 |

### États-Unis
Le Williams Institute à l'UCLA School of Law, un think tank en droit sur l'orientation sexuelle, a publié une étude en avril 2011 estimant, sur l'appui de ses travaux de recherche, à 1,7 % la proportion d'adultes américains qui s'identifiaient comme homosexuels, tandis qu'un autre 1,8 % s'identifiaient comme bisexuels. Sur la base de quatre enquêtes nationales et deux au niveau des États des États-Unis, les analyses suggèrent qu'il existe plus de 8 millions d'adultes aux États-Unis qui sont homo - ou bisexuels, soit 3,5 % de la population adulte. Parmi les hommes, 2,2 % s'identifiaient comme homosexuels et 1,4 % comme bisexuels. Parmi les femmes, 1,1 % s'identifiaient comme lesbiennes auxquelles s'ajoutaient 2,2 % comme bisexuelles.

Pourcentage des Adultes LGBT par État en 2012.

Les villes avec le plus haut pourcentage de LGBT en 2006.

Ces cartes montrent les listes des villes et des régions métropolitaines avec les plus populations LGB les plus importantes en termes de nombre de total de résidents homosexuels et de résidents bisexuels, fondés sur des estimations publiées en 2006 par la Williams Institute de l'UCLA School of Law.
| Rang | Ville         | Pourcentage de la population urbaine | Population LGBT | Population LGBT |
| Rang | Ville         | Pourcentage de la population urbaine | population      | rang            |
| ---- | ------------- | ------------------------------------ | --------------- | --------------- |
| 1    | San Francisco | 15,4 %                               | 94 234          | 4               |
| 2    | Seattle       | 12,9 %                               | 57 993          | 9               |
| 3    | Atlanta       | 12,8 %                               | 39 805          | 12              |
| 4    | Minneapolis   | 12,5 %                               | 34 295          | 16              |
| 5    | Boston        | 12,3 %                               | 50 540          | 10              |
| 6    | Sacramento    | 9,8 %                                | 32 108          | 20              |
| 7    | Portland      | 8,8 %                                | 35 413          | 14              |
| 8    | Denver        | 8,2 %                                | 33 698          | 17              |
| 9    | Washington    | 8,1 %                                | 32 599          | 18              |
| 10   | Orlando       | 7,7 %                                | 12 508          | 36              |

| Rang | Ville         | Pourcentage de ville la population | Population LGBT | Population LGBT |
| Rang | Ville         | Pourcentage de ville la population | population      | rang            |
| ---- | ------------- | ---------------------------------- | --------------- | --------------- |
| 1    | New York      | 6 %                                | 272 493         | 1               |
| 2    | Los Angeles   | 5,6 %                              | 154 270         | 2               |
| 3    | Chicago       | 5,7 %                              | 114 449         | 3               |
| 4    | San Francisco | 15,4 %                             | 94 234          | 4               |
| 5    | Phoenix       | 6,4 %                              | 63 222          | 5               |
| 6    | Houston       | 4,4 %                              | 61 976          | 6               |
| 7    | San Diego     | 6,8 %                              | 61 945          | 7               |
| 8    | Dallas        | 7,0 %                              | 58 473          | 8               |
| 9    | Seattle       | 12,9 %                             | 57 993          | 9               |
| 10   | Boston        | 12,3 %                             | 50 540          | 10              |
| 11   | Philadelphie  | 4,2 %                              | 43 320          | 11              |
| 12   | Atlanta       | 12,8 %                             | 39 085          | 12              |
| 13   | San Jose      | 5,8 %                              | 37 260          | 13              |

| Rang | Ville                                                        | LGB     | Pourcentage de la population LGBT |
| ---- | ------------------------------------------------------------ | ------- | --------------------------------- |
| 1    | La Ville de New York – Northern New Jersey – Long Island, NY | 568 903 | 2,6 %                             |
| 2    | Los Angeles – Long Beach, CA – Santa Ana, CA                 | 442 211 | 2,7 %                             |
| 3    | Chicago–Naperville–Joliet, ILLINOIS                          | 288 478 | 3,1 %                             |
| 4    | San Francisco – Oakland – San Jose, CA                       | 256 313 | 3,6 %                             |
| 5    | Boston – Cambridge, MA – Quincy, MA                          | 201 344 | 3,4 %                             |
| 6    | Washington, DC                                               | 191 959 | 2,5 %                             |
| 7    | Dallas – Fort Worth – Arlington, TX                          | 183 718 | 3,5 %                             |
| 8    | Miami – Miami Beach – Fort Lauderdale                        | 183 346 | 4,7 %                             |
| 9    | Atlanta – Marietta, GA – Sandy Springs, GA                   | 180 168 | 4,3 %                             |
| 10   | Philadelphie – Camden, NJ – Wilmington, DE                   | 179 459 | 2,8 %                             |